# Armand Ferland
Joseph Pierre Armand Ferland (* 31. März 1926 in Saint-Boniface/Manitoba; † August 2021) war ein kanadischer Militärmusiker, Klarinettist, Dirigent und Musikpädagoge.

## Leben
Ferland hatte zunächst im Alter von neun Jahren Violinunterricht bei John Waterhouse und spielte das Instrument in einem Streichquartett seiner Familie. Später wechselte er zur Klarinette und studierte vom 21. bis zum 25. Lebensjahr Klarinette am Conservatoire de musique de Montréal (CMM). Er spielte in dieser Zeit in der Band of the Fusiliers Mont-Royal, wo er zum Rang eines Sergeant aufstieg. 1952 wurde er in die Regular Canadian Army übernommen und zum Director of Music Course an die Royal Military School of Music in England entsandt, den er 1954 erfolgreich abschloss. Außerdem erwarb er in dieser Zeit die Titel Licenciate of the Royal Academy of Music (LRAM) und Licenciate of the Guildhall School of Music (LGSM).
Nach seiner Rückkehr nach Kanada 1954 leitete er im Rang eines Leutnants bis 1961 die Band of the Royal Canadian Horse Artillery in Winnipeg. Danach hatte er bis 1965 die gleiche Funktion bei der Royal 22nd Regiment Band inne, mit der er mehrere Konzerte gab und 1964 das Album The Van Doos - Band of the Royal 22nd Regiment/Je me souviens einspielte. Daneben erwarb er an der Musikschule der Laval University den Bachelor- und Mastergrad. 
1962 gründete er das Quintette à vent de Québec, das er bis 1968 leitete und mit dem er im Radioprogramm der CBC und bei der Expo 67 auftrat. Von 1965 bis 1968 war er als Inspekteur der Militärbands tätig, 1967 war er musikalischer Leiter des Canadian Armed Forces Tattoo, von 1979 bis 1981 Präsident der Canadian Association of University Schools of Music (CAUSM). Außerdem war er u. a. Mitglied im Vorstand des  Orchestre national des jeunes du Canada, des Canadian Music Council und der Conférence canadienne des arts. Er spielte zudem als Orchestermusiker im CBC Montreal Orchestra und trat als Klarinettensolist mit dem Quebec Symphony Orchestra auf.
An der Laval University unterrichtete Ferland ab 1966 Saxophon und Klarinette, außerdem auch Dirigieren, Instrumentation und Kammermusik. Er dirigierte das Laval Band and Orchestra und organisierte an der Universität 1990 das Clarinet Fest International. Sommerkurse gab er am Orford Art Centre, bei den Canadian Amateur Musicians/Musiciens amateurs du Canada (CAMMAC), beim International Music Camp und beim Camp musical Accord Parfait. 1984 wurde er mit der Ehrenmitgliedschaft in der Fédération des harmonies du Québec ausgezeichnet. Ferland war der Bruder des Chorleiters und Komponisten Marcien Ferland.